# Muir Woods National Monument

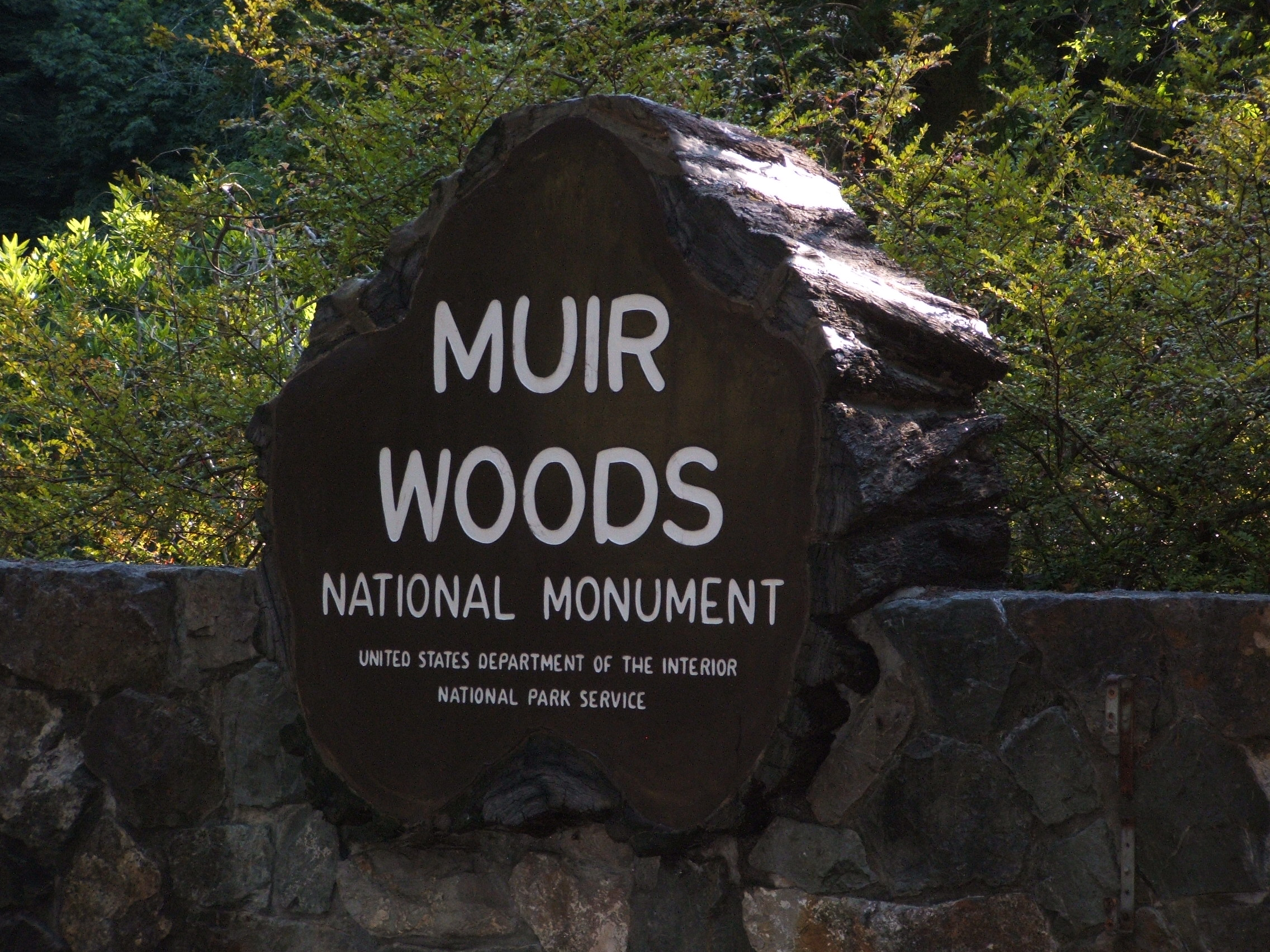
Muir Woods National Monument

Muir Woods National Monument – amerykański pomnik narodowy, znajdujący się w stanie Kalifornia. Obejmuje ochroną jedną z nielicznych pozostałych ostoi sekwoi wieczniezielonej w pobliżu zatoki San Francisco.
Park został ustanowiony decyzją prezydenta Theodore'a Roosevelta 9 stycznia 1908 roku. Obszar znajdujący się pod ochroną kilkakrotnie powiększano, w latach 1921, 1935, 1951 oraz 1959. Obecnie zajmuje on powierzchnię 2,24 km² i jak wiele innych pomników narodowych zarządzany jest przez National Park Service. Administracyjnie wchodzi w skład Golden Gate National Recreation Area.